# Estación Cobo
Cobo es una estación ferroviaria ubicada en el partido de Mar Chiquita, Provincia de Buenos Aires, Argentina.

## Servicios
Es una estación intermedia del ramal entre la estación Constitución de la ciudad de Buenos Aires con la estación Mar del Plata. Los servicios de Trenes Argentinos Operaciones no prestan parada en esta estación.
La estación dejó de operar desde febrero del 2013 por el cese de operaciones del ramal a Miramar, aunque por sus vías transita el tren marplatense no presta parada en esta estación.
Sus vías e instalaciones están a cargo de la empresa estatal Trenes Argentinos Operaciones.